# 劇場版 名探偵コナン 主題歌集 〜“20”All Songs〜
『劇場版 名探偵コナン 主題歌集 〜“20”All Songs〜』（げきじょうばん めいたんていコナン しゅだいかしゅう トゥエンティ オール ソングス）は、青山剛昌原作劇場版アニメ『名探偵コナン』の第1作から第20作までの主題歌集。規格品番は、初回盤がJBCZ-9045～-9046、通常盤がJBCZ-9047～-9048。

## 概要
アニメ「名探偵コナン」の映画公開20作目を記念し発売されたオムニバスアルバムであり、全映画主題歌を2枚組に収録している。
初回盤と通常盤の2形態で発売されており、初回盤には全映画作品の主題歌の歌詞とプログラムの抜粋を収録したブックレットと、2組のマスキングテープが封入されている。
過去に「THE BEST OF DETECTIVE CONAN 〜The Movie Themes Collection〜」という映画主題歌集が発売されており、この作品では他レーベルの杏子の「Happy Birthday」も収録されていたが、他の主題歌集では、原盤権の許諾の関係から、ビーイング所属のアーティストの楽曲のみの収録となっていた。今作では杏子の「Happy Birthday」だけでなく、ビーイングが主題歌を担当していなかった2012年から2015年までの、他レコード会社の主題歌も同時収録されており、初の完全版として発売されている。

## 収録曲
特記事項が無い限りはビーイングおよび関連レーベルから発売された楽曲となる。

### DISC-1
1. Happy Birthday / 歌 - 杏子
  - 作詞・作曲 - スガシカオ / 編曲 - スガシカオ、間宮工
  - 映画第1作『名探偵コナン 時計じかけの摩天楼』（1997年）主題歌
  - ポリドール（現：ユニバーサルミュージック）からの発売。
2. 少女の頃に戻ったみたいに / 歌 - ZARD
  - 作詞 - 坂井泉水 / 作曲 - 大野愛果 / 編曲 - 池田大介
  - 映画第2作『名探偵コナン 14番目の標的』（1998年）主題歌
3. ONE / 歌 - B'z
  - 作詞 - 稲葉浩志 / 作曲 - 松本孝弘 / 編曲 - 松本孝弘、稲葉浩志
  - 映画第3作『名探偵コナン 世紀末の魔術師』（1999年）主題歌
4. あなたがいるから / 歌 - 小松未歩
  - 作詞・作曲 - 小松未歩 / 編曲 - 池田大介
  - 映画第4作『名探偵コナン 瞳の中の暗殺者』（2000年）主題歌
5. always / 歌 - 倉木麻衣
  - 作詞 - 倉木麻衣 / 作曲 - 大野愛果 / 編曲 - Cybersound
  - 映画第5作『名探偵コナン 天国へのカウントダウン』（2001年）主題歌
6. Everlasting / 歌 - B'z
  - 作詞 - 稲葉浩志 / 作曲 - 松本孝弘 / 編曲 - 松本孝弘、稲葉浩志、池田大介、徳永暁人
  - 映画第6作『名探偵コナン ベイカー街の亡霊』（2002年）主題歌
7. Time after time〜花舞う街で〜 / 歌 - 倉木麻衣
  - 作詞 - 倉木麻衣 / 作曲 - 大野愛果 / 編曲 - Cybersound
  - 映画第7作『名探偵コナン 迷宮の十字路』（2003年）主題歌
  - 実際にエンディングで使用されたバージョン(theater version[3])ではなくシングルバージョンで収録されている。
8. Dream×Dream / 歌 - 愛内里菜
  - 作詞 - 愛内里菜 / 作曲 - 徳永暁人 / 編曲 - corin.
  - 映画第8作『名探偵コナン 銀翼の奇術師』（2004年）主題歌
9. 夏を待つセイル（帆）のように / 歌 - ZARD
  - 作詞 - 坂井泉水 / 作曲 - 大野愛果 / 編曲 - 葉山たけし
  - 映画第9作『名探偵コナン 水平線上の陰謀』（2005年）主題歌
10. ゆるぎないものひとつ / 歌 - B'z
  - 作詞 - 稲葉浩志 / 作曲 - 松本孝弘 / 編曲 - 松本孝弘、稲葉浩志、徳永暁人
  - 映画第10作『名探偵コナン 探偵たちの鎮魂歌』（2006年）主題歌

### DISC-2
1. 七つの海を渡る風のように / 歌 - 愛内里菜&三枝夕夏
  - 作詞 - 愛内里菜、三枝夕夏 / 作曲 - 大野愛果 / 編曲 - 葉山たけし
  - 映画第11作『名探偵コナン 紺碧の棺』（2007年）主題歌
2. 翼を広げて / 歌 - ZARD
  - 作詞 - 坂井泉水 / 作曲 - 織田哲郎 / 編曲 - 明石昌夫
  - 映画第12作『名探偵コナン 戦慄の楽譜』（2008年）主題歌
3. PUZZLE / 歌 - 倉木麻衣
  - 作詞 - 倉木麻衣 / 作曲 - 望月由絵、平賀貴大 / 編曲 - 小澤正澄
  - 映画第13作『名探偵コナン 漆黒の追跡者』（2009年）主題歌
4. Over Drive / 歌 - GARNET CROW
  - 作詞 - AZUKI七 / 作曲 - 中村由利 / 編曲 - 古井弘人
  - 映画第14作『名探偵コナン 天空の難破船』（2010年）主題歌
  - 実際にエンディングで使用されたバージョン(theater version[4])ではなくシングルバージョンで収録されている。
5. Don't Wanna Lie / 歌 - B'z
  - 作詞 - 稲葉浩志 / 作曲 - 松本孝弘 / 編曲 - 松本孝弘、稲葉浩志、寺地秀行
  - 映画第15作『名探偵コナン 沈黙の15分』（2011年）主題歌
6. ハルウタ / 歌 - いきものがかり
  - 作詞・作曲 - 山下穂尊 / 編曲 - 江口亮 / 弦編曲 - 江口亮・村山達哉
  - 映画第16作『名探偵コナン 11人目のストライカー』（2012年）主題歌
  - エピックレコードジャパンからの発売。いきものがかり名義のベストアルバム「超いきものばかり〜てんねん記念メンバーズBESTセレクション〜」には収録されなかったため、本作がベストアルバム初収録となった。
7. ワンモアタイム / 歌 - 斉藤和義
  - 作詞・作曲・編曲 - 斉藤和義
  - 映画第17作『名探偵コナン 絶海の探偵』（2013年）主題歌
  - ビクターエンタテインメントからの発売。
8. ラブサーチライト / 歌 - 柴咲コウ
  - 作詞 - 柴咲コウ / 作曲・編曲 - 内澤崇仁
  - 映画第18作『名探偵コナン 異次元の狙撃手』（2014年）主題歌
  - ユニバーサルミュージックからの発売。長らくシングルのみのリリースであったため、本作がアルバム初収録となった。
9. オー!リバル / 歌 - ポルノグラフィティ
  - 作詞 - 新藤晴一 / 作曲 - 岡野昭仁 / 編曲 - tasuku
  - 映画第19作『名探偵コナン 業火の向日葵』（2015年）主題歌
  - エスエムイーレコーズからの発売。
  - 歌詞カードの「しゃべりすぎた」が「しゃべりりすぎた」と誤記されているものが存在する。
10. 世界はあなたの色になる / 歌 - B'z
  - 作詞 - 稲葉浩志 / 作曲 - 松本孝弘 / 編曲 - 松本孝弘、稲葉浩志、寺地秀行
  - 映画第20作『名探偵コナン 純黒の悪夢』（2016年）主題歌
  - 配信のみのリリースであったため本作が初CD化であり、アルバム初収録となった。